# 1241
1241 (MCCXLI) je bilo navadno leto, ki se je po julijanskem koledarju začelo na torek.

## Dogodki

### Osvojitve Mongolov in vprašanje nasledstva
- Mongolski general Orda Kan[1] preventivno pustoši po Poljskem, da bi preprečil združitev vojska poljskih vojvodin in po možnosti združitve poljske vojske z ostalimi evropskimi vojskami, ki bi v okviru napovedane (↓) križarske vojne napadle Mongole.
- Mongoli najprej oplenijo Lubin. Potem Orda Kan ukaže razdeliti tumen. Polovico tumna vodi sam v osrednjo Poljsko, druga polovica, ki jo vodita polkovnika Baidar[2] in Kadan[3], se usmeri na jug.
- 13. februar:
  - Orda Kan osvoji po krajšem obleganju mesto Sandomierz.
  - Bitka pri Turskem: Baidarjeva izvidnica okoli 1000 konjenikov se spopade s poljsko vojsko približno iste velikosti, ki jo vodi krakówski vojvoda Włodzimierz. Sprva poljski vitezi nadvladajo Mongole, ki utrpijo hude izgube, vendar se tem uspe reorganizirati in v protinapadu premagati Poljake.

- 14. marec - Ogrska: nekaj madžarskih plemičev pomori voditelje Kumanov, tudi iz razloga, ker so se zajeti Kumani pod grožnjo smrti pridružili Mongolom. Ogrski Kumani se potem iz protesta preselijo v Bolgarijo. ↓
- 15. marec → Mongolska izvidnica prispe pred Pešto. V naslednjih dneh sledi več manjših spopadov med lokalnimi oddelki ogrske vojske in mongolskimi izvidnicami.
  - V eni od majhnih prask "zmaga" avstrijski vojvoda Friderik II. Prepirljivec, ki meni, da je izpolnil svojo dolžnost do Madžarov in se umakne nazaj v Avstrijo.
- 18. marec - Bitka pri Chmielniku: polkovnik Baidar je osredotočen na pustošenje vojvodin Kraków in Sandomierz. Kljub temu Poljakom iz teh dveh vojvodin uspe združiti vse razpložljive viteze in izzvati Mongole na odprt spopad. Ko bojišče iz neznanega razloga zapusti voditelj Poljakov Henrik II. Pobožni, je bojna morala Poljakov nepopravljivo uničena in Mongoli izbojujejo zmago.
  - Henrik II. Pobožni ukaže evakuacijo Krakówa, ki ga potem oplenijo Mongoli. Isto stori z mestom Wrocław.
- 9. april - Bitka pri Legnici: ponovno združen mongolski tumen pod vodstvom Orda Kana odločujoče porazi združeno poljsko vojsko pod vodstvom nadvojvode Henrika II. Pobožnega, ki je v/po bitki ubit. Poljakom asistirata še viteška redova hospitalcev in templarjev, Mongolom pa uspe preprečiti združitev poljske vojske s češko vojsko Venčeslava I. Enookega, ki je prihajala na pomoč. Po zmagi nad Poljaki ukaže Orda Kan izogibanje Čehom in umik proti jugu na Ogrsko. Spotoma Mongoli opustošijo Moravsko.
- 11. april - Bitka pri Mohiju: odločujoča zmaga Mongolov pod vodstvom Batu kana[4]  in Subedeja[5] proti Madžarom. Mongoli, ki tudi utrpijo hude izgube, imajo odprto pot za plenjenje in uničevanje po Ogrski. Polkovnik Kadan dobi ukaz za pregon ogrskega kralja Béle IV.
  - Béla IV. reorganizira preostanek ogrske armade in dodatno mobilizira nove vojake na zahodni strani Donave ter uspešno preprečuje Mongolom prehod čez reko. 1242 ↔
- Koreja: korejski kralj Godžong pošlje deset eminentnejših talcev, mladoletnih fantov iz plemiških družin. Ögedej se s tributarnim darilom zadovolji.

- 11. december - Smrt mongolskega vrhovnega kana Ögedeja sproži zapleten in dolgotrajen nasledstven postopek. Ker zakonik Jasa zahteva prisotnost kraljevih članov družine, ki so hkrati voditelji invazijskih armad, s tem avtomatično nastopi odlok o zaustavitvi vseh večjih vojaških pohodov. Ögedej je za naslednika imenoval vnuka Širemuna, regentstvo prevzame Moqe, ena od Džingiskanovih žena. 1242 ↔
- Smrti vrhovnega kana Ögedeja sovpada smrt kana Čagataja, voditelja istoimenskega kanata. Nasledi ga mladoletni vnuk Kara Hülegü. V naslednjih dvajsetih letih je Čagatajski kanat večinoma voden iz Mongolije.
  - Med umikom z Ogrske del mongolske armade "zaide" na bolgarsko ozemlje, kjer se nahajajo begunski Kumani. Bolgarski car Ivan Asen II. napade Mongole in jim da motiv za novo invazijo. 1242 ↔
- Indija: afganistanska grupacija Mongolov[6] pod vodstvom generalov Dajirja Nojana in Mungudeija[7] izvede invazijo na indijski Delhijski sultanat. V enem od napadov na Lahore je ubit Dajir Nojan. ↓
- 30. december → Mungudei zavzame Lahore, pomori vse prebivalce in se po novici o smrti velikega kana umakne iz Delhijskega sultanata nazaj v Afganistan. 1254 ↔
- december: Mongoli se umaknejo iz Tibeta. 1247 ↔
- Kitajska: Južni Song nadaljuje s protiofenzivo in si povrne mesto Chengdu. Mongoli ostanejo na Kitajskem v defenzivi.

### Prvi (neprostovoljni) papeški konklave
- Med zadnjimi političnimi potezami papež Gregor IX. razglasi križarsko vojno proti Mongolom, ki so osvojili katoliški Poljsko in Ogrsko. ↑
- 14. april - Rimsko-nemški cesar Friderik II. zavzame papeško enklavo Benevento v Kampaniji.
- 3. maj - Bitka pri Meloriji: pomorska bitka med procesarskimi Pisanci in propapeškimi Genovčani. Pisanci v službi Friderika II. zajamejo genovske ladje, na katerih so cerkveni dostojanstveniki na poti v Rim na koncil, ki ga je sklical Friderikov nasprotnik papež Gregor IX. Tri ladje so utopljene in en prelat utone, ostalih 18 zadrži cesar Friderik II. 1243 ↔
- 22. avgust - Umre papež Gregor IX.. Njegovo smrt nemudoma izkoristi Friderik II., ki z vojsko obkoli Rim in s tem onemogoči prihod njemu nenaklonjenih gvelfovskih volilnih kardinalov. Z morja Frideriku asistirajo Pisanci. Na koncu za sklepčnost volilnega zbora kardinalov manjkata dva kardinala, ki ju med ostalimi zadržuje Friderik II.
- september - Enajst kardinalov, ki se jim je uspelo prebiti v Rim, polovi rimski senator Matteo Rosso Orsini in jih zapre v razpadajočo palačo iz rimskih časov Septizodium, da bi izsilil izid papeških volitev v svojo korist. Vročina, slaba hrana, naraščajoči kup fekalij in urin stražarjev, ki pronica s strehe v ječo, terja smrt enega kardinala. Veliko jih hudo zboli. Prav tako Orsini preprečuje dostop zdravnikom.
- 25. oktober - Kardinali v neznosnih razmerah kot kompromis izberejo hudo bolnega Celestina IV., 179. papeža po seznamu.[8] Še toliko pri moči nemudoma izobči Mattea Orsinija.
- 10. november - Po sedemnajstih dneh pontifikata umre papež Celestin IV.. Da se ne bi zgodba ponovila, se kardinali razbežijo po Italiji, kar je začetek v leto in pol dolgo sedisvakanco. 1243 ↔ 
  - Čeprav je rimsko-nemški cesar Friderik II. pripravljen, da po smrti papeža stre odpor gvelfov in združi Italijo, ga od načrtov odvrnejo načrtovana mongolska invazija na Nemčijo, Avstrijo in Italijo. ↑

### Ostalo
- 3. januar - Umrlega deželnega grofa Turingije Hermana II. nasledi brat Henrik Raspe.
- 1. februar - Umrlega canterburyjskega nadškofa Edmunda Richa nasledi Bonifacij Savojski, ki pa zaradi raznih zapletov v Anglijo prispe šele leta → 1249.
- 28. marec - Umrlega danskega kralja Valdemarja II. nasledi (manj sposobni) sin Erik IV. 1242 ↔
  - Malo pred smrtjo Valdemar II. zaključi z reformo in poenotenjem danske zakonodaje (Codex Holmiensis).
- 9. april - Po smrti poljskega nadvojvode Henrika II. Pobožnega, ki je bil ubit v bitki pri Legnici z Mongoli ↑, zavlada politična praznina. Vojvodstvo Krakówa in s tem naziv poljskega nadvojvode najprej nasledi najstarejši sin Boleslav II. Rogati, ki pa dejansko izgublja oblast širom očetove dednine in mu nazadnje ostane zgolj Vojvodina Spodnja Šlezija s prestolnico Wrocław.
- 23. april - Križarska vojna baronov: ratifikacija mirovnega sporazuma med voditeljem križarjev grofom Rihardom Cornwallskim in egiptovskim sultanom Al-Malikom al-Salihom. Kraljevina Jeruzalem je obnovljena skoraj v mejah izpred leta ← 1187.
- 10. maj - Bitka pri Cameirgeju, Ulster: domnevna bitka, v kateri naj bi Milezijci iberskega izvora premagali zadnje poganske klane Tuatha Dé Danann[9].
- 26. maj - Južnofrancoskega grofa Foixa Rogerija-Bernarda II. nasledi sin Roger IV. Foiški.
- 24. junij - Umrlega bolgarskega carja Ivana Asena II., ki je pred (naravno) smrtjo še nespametno izval Mongole ↑, nasledi sin  bolgarski car Kaliman Asen I.. Šibkost novega carja izkoristi nikejski cesar Ivan III. Dukas Vatac, ki pripoji Nikejskemu cesarstvu Trakijo. 1242 ↔
- 26. maj - Umrlega grofa Foixa Rogerja-Bernarda II. nasledi sin Roger IV., ki je postavljen pred preizkušnjo, ali naj sledi bližnjemu uporniku, touluškemu grofu Rajmondu VII., do katerega je imel neposredne fevdne obveznosti, ali bolj oddaljenemu francoskemu kralju Ludviku IX. 1242 ↔
- 27. junij - Na nelegalnem viteškem turnirju je v dvoboju ubit Gilbert Marshal, 4. grof Pembroke. Naziv 5. grofa Pembroka preide na mlajšega brata Walterja Marshala.
- 10. avgust - Po skoraj štiridesetih letih ujetništva pod angleškima kraljema Ivanom in Henrikom III. umre dedinja Bretonske vojvodine in upravičenka do angleškega prestola Eleanora Bretonska.
- 29. avgust - Sporazum v Gwerneigronu: valižanski princ Gwynedda Dafydd ap Llywelyn, ki je poskušal razširiti oblast nad večino Walesa, je primoran kapitulirati pred angleškim kraljem Henrikom III.. Dafydd se mora odreči ostalim valižanskim ozemljem, odstopiti Angliji severovzhodni obmejni pas Gwynedda in Henriku za talca predati mlajšega brata Gruffudda, ki ga Henrik zapre v Londonski Tower. 1244 ↔
- Celjski grofi na dvorišču Minoritskega samostana postavijo cerkev,kasneje tam zgradijo zapore Starega piskra.

- 23. september - Po naročilu norveškega kralja Hakona IV. je umorjen islandski zgodovinar in državnik Snorri Sturluson. Gre za maščevanje po nedavni zmagi v državljanski vojni.
- december - Upor baronov v Poitouju proti francoskemu kralju Ludvik IX.. Upornikom, ki jih vodi Hugo X. Lusignanski, priskoči na pomoč angleška vojska, ki v imenu Henrika III. zavaruje angleški interes v grofiji Poitou. 1242 ↔
- Touluški grof Amalrik VI. Montforški umre v Otrantu na poti domov iz Zamorja. V Touluški grofiji ga nasledi sin Ivan I. Montforški.
- Novgorod: Livonski viteški red [10] osvoji mesto Pskov. Aleksander Nevski se na prošnjo Novgorodčanov vrne iz izgnanstva in prične z organiziranjem vojske za izgon Nemcev iz Pskova. 1242 ↔
- Umrlega grofa Württemberga Ludvika III., ki je vladal slabo leto, nasledi Ulrik I.
- Umrlega sardinskega vladarja (giudiceja) Arboreje Petra II. nasledi sin Marijan II.
- S smrtjo dedinje Bloiške grofije Marije Bloiške postane novi bloiški grof njen sin Ivan I.
- Rimsko-nemški cesar Friderik II. izda za mesto Salerno dekret, v katerem loči lekarniško od zdravniške dejavnosti, kar sčasoma postane splošno vodilo farmacevtske dejavnosti.
- Ustanovitev Univerze v Valladolidu.
- Umrlega sidonskega grofa Baliana Gernierja, ki je veljal za enega najvplivnejših predstavnikov starega jeruzalemskega plemstva, nasledi sin Julijan Grenier.
- Dinastija Song: cesar Lizong vključi komentarje neokonfucijanskega filozofa Zhu Xija v izobraževalni program za uradniške službe.

## Rojstva
- 4. september - Aleksander III., škotski kralj († 1286)
- 1. december - Margareta Sicilska, štaufovska princesa, turinška deželna grofica († 1270)

Neznan datum
- Asukai Gayū, japonski plemič, pesnik († 1301)
- Eleanora Kastiljska, angleška kraljica († 1290)
- Gregorij II. Ciprski, konstantinopelski pravoslavni patriarh († 1290)
- Lešek II., poljski nadvojvoda († 1288)
- Mehthilda iz Hackenborna, nemška cisterijanska redovnica, mistikinja († 1299)
- Vasilij Kostromski, vladimirski veliki knez († 1276)

## Smrti
- 3. januar - Herman II., nemški plemič, turinški deželni grof (* 1222)
- 28. marec - Valdemar II., danski kralj (* 1170)
- 7. april - Herman Jožef, nemški mistik, svetnik (* 1150)
- 9. april - Henrik II. Pobožni, vojvoda Velikopoljske, nadvojvoda Poljske (* 1196)
- 26. maj - Roger-Bernard II., okcitanski grof Foixa, izobčenec (* 1195)
- 24. junij - Ivan Asen II., bolgarski car (* ni znano)
- 27. junij - Gilbert Marshal, angleški plemič, 4. grof Pembroke (* 1194)

- 10. avgust - Eleanora Bretonska, angleška ujetnica, titularna dedinja Bretanije in grofica Richmond (* 1184)
- 22. avgust - papež Gregor IX.
- 23. september - Snorri Sturluson, islandski zgodovinar, državnik (* 1178)
- 26. september - Fudživara Teika, japonski literat (* 1162)
- 10. november - papež Celestin IV.
- 1. december - Izabela Angleška, hči Ivana Plantageneta, rimsko-nemška cesarica, sicilska kraljica (* 1214)
- 11. december - Ögedej, mongolski veliki kan, tretji Džingiskanov sin (* 1186)

Neznan datum
- Amalrik VI. Montforški, touluški grof, francoski konstabl (* 1195)
- Baba Išak, alevitski voditelj upornikov v Sultanatu Rum
- Baidar, mongolski vojskovodja, Čagatajev sin
- Balian I. Grenier, grof Sidona
- Čormagan, mongolski general
- Dajir Nojan, mongolski vojskovodja
- Ludvik III., württemberški grof (* 1166)
- Peter II. iz Arboreje, sardinski vladar Arboreje
- Marija Bloiška, grofica (* 1200)